# Edisons 1979
De Edisons 1979 werden op 25 juli 1979 bekendgemaakt door de NVPI, de overkoepelende organisatie van platenmaatschappijen in Nederland. De prijzen werden op 1 november 1979 uitgereikt in Hotel Des Indes in Den Haag door Jan Terlouw, destijds fractievoorzitter van D66 in de Tweede Kamer. Bij die uitreiking waren alleen Nederlandse winnaars aanwezig.
Voor het eerst werden de Edisons voor populaire en klassieke muziek tegelijkertijd uitgereikt. Er was geen speciaal tv-programma rond de uitreiking, zoals in vroegere jaren wel gebruikelijk was.

## Winnaars
Internationaal
- Vocaal: Cleo Laine voor Gonna Get Through
- Instrumentaal: Chet Atkins & Les Paul voor Chester & Lester
- Pop: 10cc voor Bloody Tourists
- Pop: Roxy Music voor Manifesto
- Jazz: Stan Getz voor Another World
- Country: Don Williams voor Expressions
- Singer/songwriter: James Taylor voor Flag
- Musical/Film: Quincy Jones voor  The Wiz
- Single van het jaar: Meat Loaf voor Paradise By The Dashboard Light
- Extra: Jim Morrison & The Doors voor  An American Prayer

Nationaal
- Vocaal (Nederlandstalig): Wim Hogenkamp voor Heel Gewoon
- Vocaal (Buitenlands): Lee Towers voor Definitelee
- Instrumentaal: Flairck voor Variaties op een Dame
- Cabaret/Theater: Kabaret Ivo de Wijs voor Formule 2
- Jeugd: Herman van Veen voor Alfred Jodocus Kwak
- Pop: Kayak voor Phantom of the Night
- Extra: Rolf Schuursma voor Fascisme en Bezetting (documentaire)

1960 · 1961 · 1962 · 1963 · 1964 · 1965 · 1966 · 1967 · 1968 · 1969 · 1970 · 1971 · 1972 · 1973 · 1974 · 1975 · 1976 · 1977 · 1978 · 1979 · 1980 · 1981 · 1982 · 1983 · 1984 · 1985 · 1986 · 1987 · 1988 · 1989 · 1990 · 1991 · 1992 · 1993 · 1994 · 1995 · 1996 · 1997 · 1998 · 1999 · 2000 · 2001 · 2002 · 2003 · 2004 · 2005 · 2006 · 2007 · 2008 · 2009 · 2010 · 2011 · 2012 · 2013 · 2014 · 2015 · 2016 · 2017 · 2018 · 2019 · 2020 · 2021 · 2022 · 2023 · 2024